# 在自由的門檻上
在自由的門檻上是比利時超現實主義畫家雷內·馬格利特分別於1929和1937年繪畫的兩幅油畫。

## 簡介
此作品描繪一房間的內部，三面牆上有八塊板。左邊的牆上有兩塊板，分別有女性的胴體和森林的圖象；中間牆上的四塊板分別有木板、天空和雲、建築立面的窗戶、金屬的條狀紋理和鈴鐺（馬格利特常用的象徵）；右邊牆上的兩塊板分別有火和裝飾花紋。地上右側有一尊加農炮，看似指向畫有胴體的板。
第一版本於1929年完成。畫作標題是其由朋友保羅‧努傑所建議，相信取自約翰·布臣的小說《祭司王約翰》中的一小段：「黎明的清新空氣就如我血裏的酒。我不自由，但我在自由的門檻上。」
第二版本繪於1937年2至3月，由艾華·詹姆斯委託此作安放於家中舞廳，因此馬格利特將原本橫向的作品畫成直向。新版本加上房間的天花板，並且看起來更加寬敞。

## 影響
美國作曲家和小號手馬克·艾沙姆於1983年創作了以此畫作為題的樂曲。由1996年至2008年，全國公共廣播電台在每年美國獨立日誦讀獨立宣言時的背景音樂。2000年美國電影《火線衝突》主題曲為該樂曲的改編版本。